# 小さな拠点
小さな拠点（ちいさなきょてん）とは、内閣府が進める、過疎地域における集落の再生を目指す取組である。

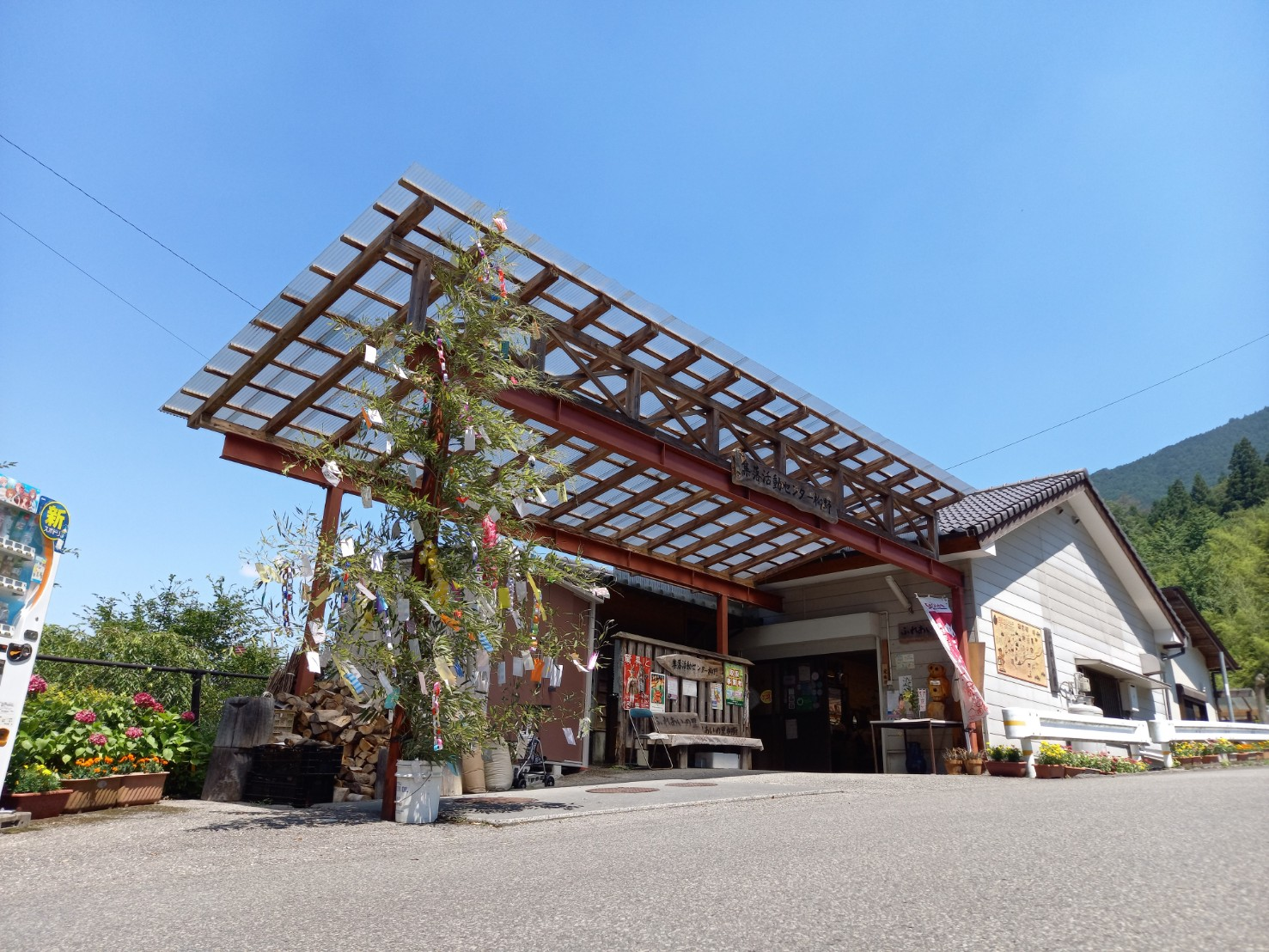
高知県 集落活動センター柳野

## 解説
過疎集落では人口の減少に伴い、集落単独では商売が成り立たなくなり、商店・診療所・介護福祉施設・ガソリンスタンドの撤退等様々なインフラが失われることから、買い物難民、医療難民、SS過疎地など様々な問題が現れる。学校も集約され教育の不便もさることながら地域の活動拠点でもあり、地域の活力が失われる結果、さらに衰退が加速する。
これに対し、昭和の大合併前の町村規模である小学校区などのような、複数の集落が散在する地域（集落生活圏）において、地域住民の団体が主体となり中心となる集落の徒歩圏内に日常生活に不可欠な施設・機能や地域活動を行う場所を集約・確保することでワン・ストップ・サービスを実現し、そこに周辺の集落へのコミュニティバスやデマンドバスなどの交通網で結ぶことで、地域住民による地域活動の高まりや地域での自立を支援している。小さな拠点に道の駅や宿泊施設を整備することで、域外との交流の場ともなる。
同様に生活インフラの集約を志向する概念にコンパクトシティがあるが、コンパクトシティは都市圏の膨張を防ぎ居住域を制限、縮小して整備コストを低減させる概念であるのに対し、小さな拠点は中山間部において縮小する人口・インフラに対して利便性の低下を防ぎ住み慣れた集落の維持を目指す概念である。
2009年（平成21年）、国土交通省国土計画局によって設置された小田切徳美を座長とする過疎集落研究会の報告書において提唱された概念で、国土計画審議会政策部会集落課題検討委員会取りまとめで言及され、2012年（平成24年）に道の駅を中心にした事例集、2013年（平成25年）に、「集落地域の大きな安心と希望をつなぐ「小さな拠点」づくりガイドブック」、2015年（平成27年）に「【実践編】「小さな拠点」づくりガイドブック」を発行した。
2012年（平成24年）、野田内閣の日本再生戦略において「国土・地域活力戦略」として掲げられ、政権交代後の2014年（平成26年）の「ひと・まち・仕事総合戦略」においても政策パッケージの一つとして挙げられ、省庁横断的な取り組みがなされている。

## 事例
具体的な方策としては、中心集落での商店やガソリンスタンドの誘致もしくは自主運営、医療機関の誘致、コミュニティバスの路線の誘致やボランティア・自家用有償旅客運送による自主運行、廃校になった小学校の利用、行政業務の受託等が挙げられる。さらには、地域内の需要だけで運営が成り立たないこともあり、観光客の誘致を行い、道の駅などに発展させることも考えられる。これらを行うために町内会の連合組織等を地域運営組織に発展させ、財産を持つ必要があるため法人化することも推奨される。
事例としては島根県の「小さな拠点づくり」モデル地区推進事業や、高知県の集落活動センターが、都道府県規模の代表的な事例に挙げられる。